# Хелланн, Эйвинн
Э́йвинн Фёуске Хе́лланн (норв. Eivind Fauske Helland; род. 25 апреля 2005) — норвежский футболист, защитник клуба «Бранн».

## Клубная карьера
Хелланн — воспитанник клубов «Феллингсдален» и «Бранн». 28 июня 2023 года в поединке Кубка Норвегии против «Братвога» Эйвинн дебютировал за основной состав последних. 9 июля в матче против «Мольде» он дебютировал в Типпелиге. 

## Международная карьера
В 2024 году в составе юношеской сборной Норвегии Хелланн принял участие в юношеском чемпионате Европы в Северной Ирландии. На турнире он сыграл в матчах против сборных Италии, Украины, Северной Ирландии и Турции. 